# Abraham Blauvelt
Abraham Blauvelt (mort en 1663 ?) est un corsaire et explorateur hollandais. Il est l’un des derniers corsaires hollandais du XVIIe siècle. Il cartographie une grande partie de l’Amérique centrale dans les années 1630. Il donne son nom à la ville de Bluefields au Nicaragua, à la baie de Bluefields où se trouve cette ville, ainsi qu'au village de Bluefields dans le sud-est de la Jamaïque, près de Savanna-la-Mar, et la baie de Bluefields où il se trouve.
Abraham Blauvelt explore pour le compte de la Compagnie néerlandaise des Indes occidentales les côtes des territoires qui sont devenus aujourd’hui le Honduras et le Nicaragua. Il se rend ensuite en Angleterre dans le but d’obtenir un soutien pour établir une colonie au Nicaragua, près de l’actuelle ville de Bluefields.
Vers 1640, Blauvelt devient corsaire pour le compte de la Compagnie suédoise des Indes orientales. En 1644, à la tête de son propre navire, il s’établit dans un camp situé en Jamaïque, dans ce qui est nommé aujourd’hui Bluefields Bay, attaque les navires espagnols et vend aussi bien les marchandises que les navires capturés à la colonie hollandaise de La Nouvelle-Amsterdam (aujourd’hui New York).
Une fois la paix établie entre l’Espagne et les Pays-Bas par la signature du Traité de Westphalie en 1648, Blauvelt doit quitter La Nouvelle-Amsterdam et met le cap sur Newport, Rhode Island, afin d’y vendre ses marchandises. Le gouverneur de la ville saisit l’un des navires capturés par Blauvelt, amenant les hommes de Blauvelt à se quereller au sujet du partage du butin. Les habitants s’inquiètent de voir leur ville développer la réputation de commercer avec les pirates. Blauvelt finit par quitter Newport.
Les années suivantes, Blauvelt commande le navire français La Garse. Il vivra ensuite avec les indigènes près de Cabo Gracias a Dios, à la frontière entre le Honduras et le Nicaragua.
Au début des années 1660, Blauvelt, comme de nombreux autres pirates et corsaires dont Henry Morgan, est recruté par Christopher Myngs pour attaquer en février 1663 la colonie espagnole de Campeche, aujourd’hui ville du Mexique. Il tombe dans l’oubli après cet événement.

## Sources
- (en) Cet article est partiellement ou en totalité issu de l’article de Wikipédia en anglais intitulé « Abraham Blauvelt » (voir la liste des auteurs).